# Portret van een jongeman (Sweerts)
Portret van een jongeman is een schilderij van Michiel Sweerts in de Hermitage van Sint-Petersburg. Het is gesigneerd en gedateerd door de opschriften Michael Sweerts F. en A.D. 1656.

## Voorstelling
Een zittende jongeman kijkt de toeschouwer aan. Hij houdt het hoofd schuin – bijna horizontaal – en laat zijn wang op zijn hand rusten. Hij lijkt in gedachten verzonken en is misschien wat verstrooid of dromerig. De kledij is verzorgd maar niet luxueus: een fijn wit hemd met pofmouwen en daarboven een zwarte mantel. Het haar draagt hij lang met een scheiding in het midden. Aan zijn pink prijkt een forse ring. Het geheel geeft de indruk van een romantische geest.
Hij houdt een gevouwen papier vast en op tafel liggen attributen van zijn beroep: gouden munten op een stapel en in rijen, een beurs met geborduurd snoer, een metalen inktpot met twee pennen. Op een houten doos (de kassa?) liggen boeken. Op het donkergroene tafelkleed is een blad gespeld met daarop de woorden Ratio Quique Reddenda. Ze zijn bovenaan neergeschreven met veel witruimte eronder, als titel van een nog op te stellen lijst.

## Interpretatie
Zoals veel werken van Sweerts is de betekenis raadselachtig. Het begint al met de vraag of het een zelfportret is: de afgebeelde persoon vertoont veel gelijkenissen met de zelfportretten die we kennen, maar hij is een stuk jonger dan de 38-jarige schilder die toen net uit Rome was teruggekeerd naar zijn geboortestad Brussel. Ook gaat het duidelijk om een zakenman uit de financiële wereld.
Sommige kunsthistorici zien de positie van het hoofd als typisch voor iemand die lijdt aan melancholie, terwijl anderen dat betwisten. Zij accepteren ook niet het genre van de vanitas: weliswaar worden de afgebeelde voorwerpen soms gebruikt om de ijdelheid van het leven te symboliseren, maar niet zoals ze hier worden weergegeven. De sleutel van de interpretatie zoeken zij in het Latijnse opschrift Ratio Quique Reddenda ('Iedereen moet rekenschap afleggen'), dat een verband legt tussen de financiële en de religieuze wereld. De jongeman heeft het boekhouden waarmee hij bezig was onderbroken en mijmert over de analogie van dit debet en credit met de hemelse afrekening die elkeen wacht. De metafoor van de rekenschap ligt ten grondslag aan verschillende parabels van Jezus. Wat de jongeman bezighoudt is niet het feit dat hij zich schuldig zou voelen over zijn beroep. Het gaat hem erom dat niemand aan het laatste oordeel zal ontsnappen en dat de toeschouwer er goed aan doet zijn naam in gedachten toe te voegen aan de lijst van personen die rekenschap over hun leven zullen afleggen.

## Provenance
Over de opdrachtgever is niets bekend. Het schilderij werd verworven door Ivan Ivanovitsj Sjoevalov. Deze verlichte minister en mecenas schonk het werk in 1758 aan de door hem opgerichte Kunstacademie van Sint-Petersburg. Na de Russische Revolutie werd het doek in 1922 overgebracht naar het Hermitage.

## Voetnoten
1. ↑  Hans Joachim Raupp, Untersuchungen zu Künstlerbildnis und Künstlerdarstellung in den Niederlanden im 17. Jahrhundert, 1984, p. 230
2. ↑  Rudie van Leeuwen, "De Hollandse Heremiet. De melancholiehouding in de Nederlandse kunst van de 16e en 17e eeuw" in: Groniek Historisch Tijdschrift, 2007, p. 303-304